# Meritxell Mas
Meritxell Mas Pujadas (Granollers, 25 de diciembre de 1994) es una deportista española que compite en natación sincronizada. Empezó a competir en el Club de Natación de Granollers, y actualmente pertenece al Club de Natación de Les Franqueses.

## Trayectoria
Ganó ocho medallas en el Campeonato Mundial de Natación entre los años 2013 y 2025, y ocho medallas en el Campeonato Europeo de Natación entre los años 2014 y 2025. En los Juegos Europeos de Cracovia 2023 logró dos medallas de oro.
Participó en dos Juegos Olímpicos de Verano en los años 2020 y 2024, obteniendo una medalla de bronce en París 2024 en la prueba de equipo.
Recibió en 2017 la "Medalla Extraordinaria al Mérito Deportivo" otorgada por la Real Federación Española de Natación.
Estudió Psicología y estudia el máster en Psicología General Sanitaria en la Universidad Internacional de La Rioja.

## Palmarés internacional
| Juegos Olímpicos   | Juegos Olímpicos        | Juegos Olímpicos  | Juegos Olímpicos  |
| Año                | Lugar                   | Medalla           | Prueba            |
| ------------------ | ----------------------- | ----------------- | ----------------- |
| 2024               | París (Francia)         | Medalla de bronce | Equipo            |
| Campeonato Mundial |                         |                   |                   |
| Año                | Lugar                   | Medalla           | Prueba            |
| 2013               | Barcelona (España)      | Medalla de plata  | Equipo técnico    |
| 2013               | Barcelona (España)      | Medalla de plata  | Equipo libre      |
| 2013               | Barcelona (España)      | Medalla de plata  | Combinación libre |
| 2019               | Gwangju (Corea del Sur) | Medalla de bronce | Rutina especial   |
| 2022               | Budapest (Hungría)      | Medalla de bronce | Rutina especial   |
| 2023               | Fukuoka (Japón)         | Medalla de oro    | Equipo técnico    |
| 2024               | Doha (Catar)            | Medalla de plata  | Equipo técnico    |
| 2025               | Singapur (Singapur)     | Medalla de bronce | Rutina acrobática |
| Juegos Europeos    |                         |                   |                   |
| Año                | Lugar                   | Medalla           | Prueba            |
| 2023               | Oświęcim (Polonia)      | Medalla de oro    | Equipo técnico    |
| 2023               | Oświęcim (Polonia)      | Medalla de oro    | Equipo libre      |
| Campeonato Europeo |                         |                   |                   |
| Año                | Lugar                   | Medalla           | Prueba            |
| 2014               | Berlín (Alemania)       | Medalla de plata  | Combinación libre |
| 2014               | Berlín (Alemania)       | Medalla de bronce | Equipo            |
| 2016               | Londres (Reino Unido)   | Medalla de bronce | Equipo libre      |
| 2018               | Glasgow (Reino Unido)   | Medalla de bronce | Combinación libre |
| 2021               | Budapest (Hungría)      | Medalla de plata  | Equipo libre      |
| 2021               | Budapest (Hungría)      | Medalla de bronce | Equipo técnico    |
| 2024               | Belgrado (Serbia)       | Medalla de oro    | Equipo técnico    |
| 2025               | Funchal (Portugal)      | Medalla de bronce | Rutina acrobática |